# Tungari aurukun
Tungari aurukun är en spindelart som beskrevs av Raven 1994. Tungari aurukun ingår i släktet Tungari och familjen Barychelidae.
Artens utbredningsområde är Queensland. Inga underarter finns listade i Catalogue of Life.